# Athlétic Club cambrésien (féminines)
Maillots
La section féminine de l'Athlétic Club cambrésien est un ancien club de football féminin français basé à Cambrai et aujourd'hui disparu. 
Les Cambrésiennes ont évolué quatre saisons en première division dans les années 1980, ainsi que deux saisons en seconde division. 

## Palmarès
Le tableau suivant liste le palmarès du club dans les différentes compétitions officielles au niveau national et régional.
| Compétitions régionales     | Équipes de jeunes           |
| Votre aide est la bienvenue | Votre aide est la bienvenue |

## Bilan saison par saison
Le tableau suivant retrace le parcours du club depuis la création de la première division en 1974, jusqu'à sa disparition.
| Édition   | Division 1  | Division 2             | Divisions Régionales |
| 1974-1983 | -           | -                      | …                    |
| 1983-1984 | -           | 2e (Gr. C)             | -                    |
| 1984-1985 | -           | 2e (Gr. C)             | -                    |
| 1985-1986 | 4e (Gr. A)  | -                      | -                    |
| 1986-1987 | 6e (Gr. A)  | Championnat inexistant | -                    |
| 1987-1988 | -           | Championnat inexistant | …                    |
| 1988-1989 | -           | Championnat inexistant | non connu            |
| 1989-1990 | 8e (Gr. C)  | Championnat inexistant | -                    |
| 1990-1991 | 10e (Gr. B) | Championnat inexistant | -                    |
| 1991-.... | -           | …                      | …                    |